# Netřebice (kraj środkowoczeski)
Netřebice – gmina w Czechach, w powiecie Nymburk, w kraju środkowoczeskim. Według danych z dnia 1 stycznia 2013 liczyła 214 mieszkańców.